# Discodoris phoca
Discodoris phoca är en snäckart som beskrevs av Ev. Marcus och Er. Marcus 1967. Discodoris phoca ingår i släktet Discodoris och familjen Discodorididae. Inga underarter finns listade i Catalogue of Life.